# Mantova Football Club 2011-2012
Questa voce raccoglie le informazioni riguardanti il Mantova Football Club nelle competizioni ufficiali della stagione 2011-2012.

## Stagione
Nella stagione 2011-2012 dopo la promozione della stagione precedente in Serie D, con il ritorno tra i professionisti, il Mantova ha vissuto una stagione difficile, trascorsa sempre nella parte bassa della classifica, nel girone A del campionato di Seconda Divisione. La salvezza è arrivata solo ai Play-out, dopo aver superato nei doppi confronti il Lecco e la Vibonese. Come spesso accade nelle stagioni complicate, ci sono stati tre tecnici che si sono alternati sulla panchina virgiliana, facendo trovare almeno la squadra biancorossa pronta nel momento topico degli spareggi salvezza, centrando almeno l'obiettivo stagionale della permanenza in Seconda Divisione. Nella Coppa Italia di Lega Pro il Mantova disputa il girone C di qualificazione, senza ricavarne troppe soddisfazioni, due pareggi uno esterno con il Sudtirol (0-0) e l'altro interno con la Cremonese (2-2), il girone C ha promosso alla seconda fase Cremonese e Lecco.

## Divise e sponsor
Per questa stagione il Mantova utilizza le divise presentate in occasione del centenario durante la passata stagione. La prima maglia diventa però quella bianca, mentre la rossa resta la divisa da trasferta; la maglia celeste viene relegata a terza scelta e spesso usata dai portieri
| Casa | Trasferta | Terza divisa |

## Organigramma societario
A fine stagione la società Mantova Football Club aveva un capitale sociale di 200.000 euro detenuto da Bruno Bompieri (presidente) 20%, Famà 20%, Giovanardi 12%, Mantova United soc. coop. 10%, Tirelli 10%, Savoia 10%, Bianchi 7%, Levoni 5%, Mondovì 3%, Ruberti 3%, Cecchin 2%, Sossi 2%, Mazzoli 1%.
Area direttiva
- Presidente: Bruno Bompieri
- Presidente onorario:
- Vice presidente: Giovanni Famà
- Direttore generale: Maurizio Ruberti

Area organizzativa
- Segretario generale: Gabriele Monelli
- Team manager: Marco Marocchi

Area comunicazione
- Addetto Stampa: Alberto Sogliani

Area marketing
- Responsabile marketing: Rita Botticelli

Area tecnica
- Direttore tecnico:Enrico Dalè, poi Stefano Bonometti, poi Roberto Boninsegna
- Allenatore: Archimede Graziani, poi Claudio Valigi, poi Sauro Frutti
- Preparatore atletico: Lanfranco Virgili
- Preparatore dei portieri: Mirko Bellodi

Area sanitaria
- Fisioterapista: Enrico Ballardini

## Rosa
| N. |                   | Ruolo | Calciatore          |
| -- | ----------------- | ----- | ------------------- |
|    | Italia (bandiera) | P     | Mirko Bellodi       |
|    | Italia (bandiera) | P     | Marco Festa         |
|    | Italia (bandiera) | P     | Stefano Portesi     |
|    | Italia (bandiera) | D     | Davide Bersi        |
|    | Italia (bandiera) | D     | Andrea Bertin       |
|    | Italia (bandiera) | D     | Domenico Caccavale  |
|    | Italia (bandiera) | D     | Alfonso Caruso      |
|    | Italia (bandiera) | D     | Emanuele Fonte      |
|    | Italia (bandiera) | D     | Sebastiano Girelli  |
|    | Italia (bandiera) | D     | Alex Ortobelli      |
|    | Italia (bandiera) | D     | Marco Zaninelli     |
|    | Italia (bandiera) | C     | Pellegrino Albanese |
|    | Italia (bandiera) | C     | Andrea Vignali      |

| N. |                   | Ruolo | Calciatore          |
| -- | ----------------- | ----- | ------------------- |
|    | Italia (bandiera) | C     | Andrea Burato       |
|    | Italia (bandiera) | C     | Samuele Dalla Bona  |
|    | Italia (bandiera) | C     | Antonio Maschio     |
|    | Italia (bandiera) | C     | Marco Molteni       |
|    | Italia (bandiera) | C     | Giacomo Pettarin    |
|    | Italia (bandiera) | C     | Manuel Spinale      |
|    | Italia (bandiera) | A     | Lorenzo Cinque      |
|    | Italia (bandiera) | A     | Mario Colonetti     |
|    | Italia (bandiera) | A     | Stefano Del Sante   |
|    | Italia (bandiera) | A     | Stefano Franchi     |
|    | Italia (bandiera) | A     | Gabriele Graziani   |
|    | Italia (bandiera) | A     | Daniele Nohman      |
|    | Italia (bandiera) | A     | Stefano Pietribiasi |

## Risultati

### Lega Pro Seconda Divisione

#### Girone di andata
| Arbitro: | D'Angelo (Ascoli Piceno) |

|                               |           |                                    |
| Spinale 4’ Del Sante 13’, 16’ | Marcatori | 7’ Sirri 40’ Tabanelli 89’ Dal Rio |

| Arbitro: | Verdenelli (Foligno) |

|                           |           |                            |
| D'Antoni 56’ Lapadula 66’ | Marcatori | 24’ Zaninelli 27’ Pettarin |

| Arbitro: | Paolini (Ascoli Piceno) |

|                   |           |  |
| St. Franchi 90+1’ | Marcatori |  |

| Arbitro: | Losito (Pesaro) |

|                                                     |           |  |
| Brighenti 4’ Creati 10’ Montagnani 75’ Beccaria 90’ | Marcatori |  |

| Mantova 28 settembre 2011 5ª giornata | Mantova            | 0 – 0 | Virtus Entella | Stadio Danilo Martelli\| Arbitro: \| Giovani (Grosseto) \| |
| Arbitro:                              | Giovani (Grosseto) |       |                |                                                            |

| Arbitro: | Tardino (Milano) |

|            |           |                            |
| Caruso 17’ | Marcatori | 19’ De Cenco 62’ Turchetta |

| Arbitro: | Sacchi (Macerata) |

|               |           |                            |
| Paganelli 78’ | Marcatori | 74’ Burato 90+5’ Colonetti |

| Arbitro: | Fanton (Lodi) |

|            |           |                  |
| Cinque 24’ | Marcatori | 88’ Adil Mezgour |

| Arbitro: | Zappatore (Taranto) |

|                 |           |                              |
| A. Ferretti 89’ | Marcatori | 4’ Colonetti 49’ St. Franchi |

| Arbitro: | Piccinini (Forlì) |

|             |           |                  |
| Menassi 63’ | Marcatori | 34’ M. Zaninelli |

| Arbitro: | Aversano (Treviso) |

|  |           |                          |
|  | Marcatori | 44’, 77’ Falomi 52’ Pera |

| Arbitro: | Minelli (Varese) |

|             |           |  |
| Crocetti 7’ | Marcatori |  |

| Arbitro: | De Faveri (San Donà di Piave) |

|  |           |               |
|  | Marcatori | 17’ Valeriani |

| Arbitro: | Bietolini (Firenze) |

|                       |           |  |
| Sentinelli 44’ (rig.) | Marcatori |  |

| Arbitro: | Martinelli (Roma) |

|                                 |           |  |
| Burato 47’ Allegrini 73’ (aut.) | Marcatori |  |

| Arbitro: | Petroni (Roma) |

|  |           |               |
|  | Marcatori | 18’ Del Sante |

| Arbitro: | G. Ceccarelli (Rimini) |

|               |           |            |
| Del Sante 56’ | Marcatori | 51’ Ischia |

| Arbitro: | Mangialardi (Pistoia) |

|            |           |  |
| Scotto 48’ | Marcatori |  |

| Arbitro: | Strocchia (Nola) |

|                            |           |                          |
| Spinale 6’ St. Franchi 30’ | Marcatori | 38’ (rig.), 54’ Giannone |

#### Girone di ritorno
| Arbitro: | Ferrari (Mestre) |

|                            |           |                             |
| Staffoloni 22’ Scaioli 28’ | Marcatori | 16’ Maschio 37’ St. Franchi |

| Mantova 15 gennaio 2012 21ª giornata | Mantova           | 0 – 0 | San Marino | Stadio Danilo Martelli\| Arbitro: \| Lanza (Nichelino) \| |
| Arbitro:                             | Lanza (Nichelino) |       |            |                                                           |

| Arbitro: | Fabbrini (Livorno) |

|                      |           |                      |
| Mangiarotti 44’, 69’ | Marcatori | 63’, 89’ Pietribiasi |

| Arbitro: | Taioli (Cesena) |

|               |           |  |
| Colonetti 76’ | Marcatori |  |

| Arbitro: | Colarossi (Roma) |

|                                       |           |  |
| M. Russo 67’ H. Garin 69’ Bertoli 82’ | Marcatori |  |

| Arbitro: | Albertini (Ascoli Piceno) |

|                        |           |                 |
| De Cenco 49’ Forte 54’ | Marcatori | 67’ Pietribiasi |

| Arbitro: | Pierro (Nola) |

|                                 |           |                     |
| Cinque 58’ Colonetti 76’ (rig.) | Marcatori | 22’, 44’, 62’ Gucci |

| Arbitro: | Magnani (Frosinone) |

|                 |           |  |
| Quintavalla 79’ | Marcatori |  |

| Arbitro: | D'Angelo (Ascoli Piceno) |

|                                            |           |  |
| Caruso 45’ St. Franchi 55’ Pietribiasi 68’ | Marcatori |  |

| Arbitro: | Maresca (Napoli) |

|           |           |            |
| Bersi 17’ | Marcatori | 7’ Roselli |

| Arbitro: | Fogliano (Perugia) |

|               |           |  |
| Dal Bosco 48’ | Marcatori |  |

| Mantova 18 marzo 2012 31ª giornata | Mantova           | 0 – 0 | Casale | Stadio Danilo Martelli\| Arbitro: \| Barbeno (Brescia) \| |
| Arbitro:                           | Barbeno (Brescia) |       |        |                                                           |

| Rimini 25 marzo 2012 32ª giornata | Rimini               | 0 – 0 | Mantova | Stadio Romeo Neri\| Arbitro: \| Zappaterra (Taranto) \| |
| Arbitro:                          | Zappaterra (Taranto) |       |         |                                                         |

| Arbitro: | Paolini (Ascoli Piceno) |

|                               |           |               |
| Del Sante 83’ St. Franchi 90’ | Marcatori | 33’ M. Longhi |

| Arbitro: | Cangiano (Napoli) |

|  |           |                          |
|  | Marcatori | 27’ Cinque 74’ Del Sante |

| Arbitro: | Soricaro (Barletta) |

|                          |           |                       |
| Del Sante 26’ Cinque 61’ | Marcatori | 76’ Florian 84’ Dimas |

| Arbitro: | Benassi (Bologna) |

|                              |           |                           |
| Cavagna 40’, 66’ A. Fall 46’ | Marcatori | 1’ Cinque 33’ Pietribiasi |

| Arbitro: | Martinelli (Roma) |

|                                 |           |  |
| Cinque 20’, 31’ Pietribiasi 28’ | Marcatori |  |

| Arbitro: | De Benedictis (Bari) |

|                                     |           |                                     |
| L. Giannone 21’, 78’ Al. Comi 90+1’ | Marcatori | 30’ Pietribiasi 53’ (rig.) Pettarin |

### Play-out intergirone
| Arbitro: | La Penna (Roma) |

|             |           |             |
| Cavagna 11’ | Marcatori | 76’ Franchi |

| Arbitro: | Cifelli (Campobasso) |

|                         |           |            |
| Spinale 14’ Maschio 40’ | Marcatori | 90+2’ Fall |

### Finali Play-out
| Vibo Valentia 3 giugno 2012 Andata | Vibonese               | 0 – 0 | Mantova | Stadio Luigi Razza\| Arbitro: \| Manganiello (Pinerolo) \| |
| Arbitro:                           | Manganiello (Pinerolo) |       |         |                                                            |

| Arbitro: | Ripa (Nocera Inferiore) |

|                                                |           |  |
| Del Sante 13’, 90’ Pietribiasi 18’ Franchi 44’ | Marcatori |  |

### Coppa Italia Lega Pro

#### Fase a gironi
| Arbitro: | Caso (Verona) |

|                |           |               |
| N. Ferrari 83’ | Marcatori | 46’ Del Sante |

| 21 agosto 2011 2ª giornata |  | – Turno di riposo Mantova |  |  |

| Arbitro: | Ferrari (Mestre) |

|  |           |              |
|  | Marcatori | 86’ Rebecchi |

| Arbitro: | Merlino (Udine) |

|               |           |  |
| Brighenti 78’ | Marcatori |  |

| Arbitro: | Manganiello (Pinerolo) |

|                      |           |                                |
| Bersi 38’ Cinque 62’ | Marcatori | 77’ Drago 90+2’ (rig.) Bocalon |